# Sutyna plana
Sutyna plana là một loài bướm đêm trong họ Noctuidae.